# Décès en 1434
Décès
- 1430
- 1431
- 1432
- 1433
- 1434
- 1435
- 1436
- 1437
- 1438

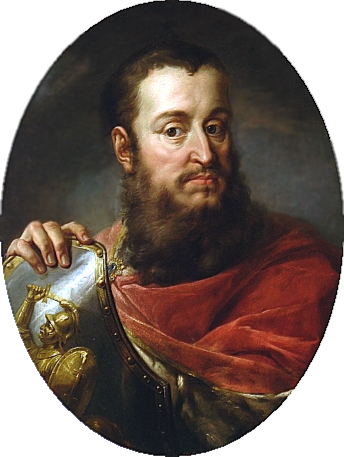
Ladislas II Jagellon, mort en 1434.

Cette page dresse une liste de personnalités mortes au cours de l'année 1434  :
- 5 février : Jean Ier de Bourbon, comte de Clermont, puis duc de Bourbon et comte de Forez.
- 14 mars : Alfonso Carrillo de Albornoz, cardinal espagnol.
- 7 avril : Casimir Ier d'Oświęcim, duc d'Oświęcim.
- 9 avril : Ardicino della Porta, cardinal italien.
- 27 avril : Vincentello d'Istria, comte de Corse, vice-roi de Corse (Aragon).
- 2 mai : Gérard van Goetsenhoven, 24e abbé de Parc.
- 30 mai : Procope le Grand, prédicateur hussite radical, puis hetman des armées hussites.
- 31 mai-1er juin : Ladislas II Jagellon, Grand-duc de Lituanie, roi de Pologne et l'un des 24 membres fondateurs de l'Ordre du Dragon.
- juin : Marie de Berry, duchesse d'Auvergne et comtesse de Montpensier.
- 5 juin : Iouri IV de Russie, riourikide qui fut Grand-prince de Moscou.
- 10 juin : Jean du Bellay, dit l'Aîné, abbé de l'Abbaye Saint-Florent de Saumur.
- 11 juin : Bernard Ier de Brunswick-Lunebourg, duc de Brunswick-Lunebourg.
- 5 août : Amauri de la Motte, dit parfois d'Acigné , évêque de Vannes puis de Saint-Malo.
- 26 août : Marguerite de Wittelsbach, fille ainée de Robert de Wittelsbach, comte palatin du Rhin, puis empereur germanique.
- 12 novembre : Louis III d'Anjou, roi titulaire de Naples, comte de Provence, duc d'Anjou et duc de Calabre.
- 18 novembre : Thomas Chaucer, homme politique anglais.
- Date précise inconnue :
- Abû Fâris `Abd al-`Azîz al-Mutawakkil, 18e sultan hafside de Tunis.
- Jean Alespée, chanoine de Rouen, également chanoine d’Évreux, de Bayeux, des Andelys et curé de Hautot le Valois.
- Conrad III de Dhaun, archévêque de Mayence.
- Guillaume de Vienne, seigneur de Saint-Georges, de Sainte-Croix, de Seurre et de Montpont, conseiller et chambellan du roi de France et du duc de Bourgogne, gouverneur du dauphin de France, premier chevalier de la Toison d'or, il est l'un des seigneurs les plus distingués des cours de France et de Bourgogne.
- Henri de Villena, prince espagnol.

- Vers 1434 :
- Tosa Yukihiro, peintre japonais (° ?).

## Crédit d'auteurs
- Cet article est partiellement ou en totalité issu de l'article intitulé « 1434 » (voir la liste des auteurs).